# Emilio González López
Emílio González López (La Corunya, 13 de novembre de 1903 - Ciutat de Nova York, 10 de desembre de 1991) fou un advocat, historiador i polític gallec, diputat a Corts durant la Segona República i exiliat pel franquisme.

## Biografia
Va néixer al barri mariner de San Roque de Fóra, fill d'Antonio González Doldán, tipògraf dirigent de l'Ateneu Obrer Germinal. Es llicencià en dret a la Universitat de Madrid, on fou deixeble de Xoán Vicente Viqueira i de Luis Jiménez de Asúa.
Durant la dictadura de Primo de Rivera fou fundador i primer secretari general de la Federació Universitària Espanyola (FUE). Quan es proclamà la Segona República Espanyola fou nomenat catedràtic de dret penal a les Universitats de La Laguna, Salamanca i Oviedo, on va guanyar-se un gran prestigi. Alhora fou membre de la Federació Republicana Gallega i fou elegit diputat per la província de la Corunya per l'Organització Republicana Gallega Autònoma (ORGA) a les eleccions generals espanyoles de 1931 i 1933, i per Izquierda Republicana a les eleccions generals espanyoles de 1936. Fou director general de l'Administració local (1932) i de Beneficència (1933) en el ministeri de Santiago Casares Quiroga, i participà en la redacció de l'Estatut d'Autonomia de Galícia de 1936.
L'esclat de la guerra civil espanyola el va sorprendre a Madrid. El 1938 fou enviat a Suïssa com a membre d'una delegació espanyola a la Lliga de Nacions a Ginebra i per tal d'organitzar una xarxa d'espionatge per a la República.
En acabar la guerra civil espanyola es va exiliar als Estats Units, on va ser professor de llengua i literatura espanyola al Hunter College de Nova York des de 1940; més tard ha dirigit un programa multidisciplinari a la Universitat de Nova York. El 1984 va rebre la Medalla Castelao Poc abans de morir fou nomenat Cronista Xeral de Galícia i doctor honoris causa per la Universitat de la Corunya. També fou nomenat acadèmic de la Real Academia Galega de Xurisprudencia e Lexislación en 1978.

## Obres
Endemés de nombrosos articles i col·laboracions, aquesta és una llista de monografies publicades per Emilio González López conforme als catàlegs de la Biblioteca Nacional d'Espanya (BNE) i la Biblioteca da Universidade de Santiago (BUSC): 
- La antijuricidad (1929)
- El espíritu universitario (1931). Madrid: Morata
- Emilia Pardo Bazán, novelista de Galicia (1944)
- Historia de la civilización española (1966)
- El arte dramático de Valle-Inclán (Del decadentismo al expresionismo) (1967)
- La teoría general del delito
- Historia de la Literatura española: La edad moderna (siglos XVIII y XIX) (1965)
- El arte narrativo de Pío Baroja: Las trilogías (1971)
- Historia de la literatura española. Edad Media y Siglo de Oro (1972)
- La poesía de Valle-Inclán. Del simbolismo al expresionismo (1973)
- El águila desplumada (1977)
- Galicia, su alma y su cultura(1978)
- La Galicia de los Austrias (1980)
- Historia de Galicia (1980) amb pròleg d'Antonio Blanco Freijeiro, La Voz de Galicia, 944 P., ISBN 84-85287-22-3.
- Un gran solitario: D. Ramón de la Sagra, naturalista, historiador, sociólogo y economista (1983)
- Historia del puerto de la Coruña, de la prehistoria a fines de la Edad Media: Magnum Portum Artabrorum, Brigantia, Flavia Brigantia, Farum Brigantium, Burgo de Faro, La Coruña (1985)
- Las fronteras marítimas de Galicia. De la Prehistoria a la Edad Media (1985)
- La Coruña, puerto y puerta de la ilustración (1987)
- Luis López Ballesteros (1782-1853), ministro de Hacienda de Fernando VII (1987)
- Memorias de un estudiante liberal (1903-1931) (1988)
- Memorias de un diputado de las cortes de la república (1931-1936) (1988)
- Galicia y la evangelización de América [Texto impreso] : las órdenes religiosas (1991)
- Historia de la ciudad de La Coruña. La edad antigua y la media (edición póstuma en 1992)
- La Iglesia gallega en la "Guerra de la Independencia" (edición póstuma en 1992)
- Castelao, propagandista da República en Norteamérica, con Amado Ricón (edición póstuma en 2000)
- El paso por Galicia de dos futuros presidentes de Estados Unidos: John Adams y su hijo John Quincy Adams (edición póstuma en 2005).

### Història de Galícia
- Grandeza y decadencia del Reino de Galicia (1957). Traduït al gallec per Francisco Fernández del Riego en 1978.
- La insumisión gallega. Mártires y rebeldes (1963)
- Siempre de negro. Galicia en la Contrarreforma: reinado de Felipe II (1970)
- Los políticos gallegos en la corte de España y la convivencia europea. Galicia en los reinados de Felipe III i Felipe IV (1969)
- Bajo la doble águila. Galicia en el reinado de Carlos V (1970)
- El águila caída. Galicia en los reinados de Felipe IV y Carlos II (1973)
- Bajo las luces de la ilustración. Galicia en los reinados de Carlos III i Carlos IV (1977)
- El alba flor de lis. Galicia en los reinados de Felipe V, Luis I y Fernando VI (1978)
- El águila gala y el buho gallego: la insurrección gallega contra los franceses (1975), Ediciones Galicia
- Entre el antiguo y el nuevo régimen. Absolutistas y liberales: el reinado de Fernando VII en Galicia (1981)
- El reinado de Isabel II en Galicia. La regencia de María Cristina: moderados, progresistas y carlista ' (1984)'
- De Espartero a la revolución gallega de 1846. La buena y mala fortuna del progresismo gallego (1985)